# Nova Scotia Voyageurs
Nova Scotia Voyageurs byl profesionální kanadský klub ledního hokeje, který sídlil v Halifaxu v provincii Nové Skotsko. V soutěži působil od roku 1971, kdy v ní nahradil Montreal Voyageurs (AHL 1969-71). Po celou dobu existence byli "Plavci" rezervou týmu NHL Montreal Canadiens. Celek působil ve městě Halifax v provincii Nové Skotsko. Klubu se třikrát podařilo získat Calder Cup pro vítěze AHL - v letech 1972, 1976 a 1977. Premiérový primát byl významný tím, že poprvé soutěž ovládlo kanadské mužstvo. Další tituly v letech 1976 a 1977 byly spojeny s triumfem Montrealu v NHL, předtím se nikdy žádné organizaci nepodařilo vyhrát obě soutěže v té samé sezoně. Podobný kousek se povedl od té doby pouze Albany River Rats a New Jersey Devils v roce 1995.
V roce 1984 bylo mužstvo nahrazeno novým klubem Sherbrooke Canadiens (ten v lize působil do roku 1990). Mezi hráče, které Nova Scotia vychovala pro NHL, patří například Claude Lemieux. Klub během svého třináctiletého účinkování nikdy nechyběl v play off.

## Historické názvy
Zdroj: 
- 1969 – Montreal Voyageurs
- 1971 – Nova Scotia Voyageurs

## Úspěchy klubu
- Vítěz AHL - 3x (1971/72, 1975/76, 1976/77)[1]
- Vítěz základní části - 2x (1975/76, 1976/77)
- Vítěz divize - 2x (1972/73, 1976/77)

## Klubové rekordy
Góly: 103, Dan Metivier
Asistence: 163, Wayne Thompson
Body: 251, Don Howse
Trestné minuty: 1084, Dave Allison
Sezon: 6, Don Howse
Odehrané zápasy: 371, Jim Cahoon